# Deborah Grisenti
Deborah Grisenti is een voormalig Italiaans langebaanschaatsster.

## Records

### Persoonlijke records[1]
| Afstand    | Tijd    | Datum            | Baan            |
| ---------- | ------- | ---------------- | --------------- |
| 500 meter  | 40,86   | 3 februari 2018  | Inzell          |
| 1000 meter | 1.21,10 | 12 februari 2017 | Erfurt          |
| 1500 meter | 2.02,91 | 3 februari 2018  | Inzell          |
| 3000 meter | 4.27,37 | 16 december 2017 | Inzell          |
| 5000 meter | 8.40,47 | 29 december 2016 | Baselga di Pine |

## Resultaten
| Jaar | WK Junioren              |
| ---- | ------------------------ |
| 2015 | NC27 (37e, 37e, 36e, -)  |
| 2016 | 20e (31e, 24e, 23e, 25e) |
| 2017 | 12e (18e, 13e, 16e, 15e) |

(#, #, #, #) = afstandspositie op juniorentoernooi (500m, 1500m, 1000m, 3000m).
NC27 = niet gekwalificeerd voor de laatste afstand, maar wel als 27e geklasseerd in de eindrangschikking